# Jüdischer Friedhof Prag-Uhříněves

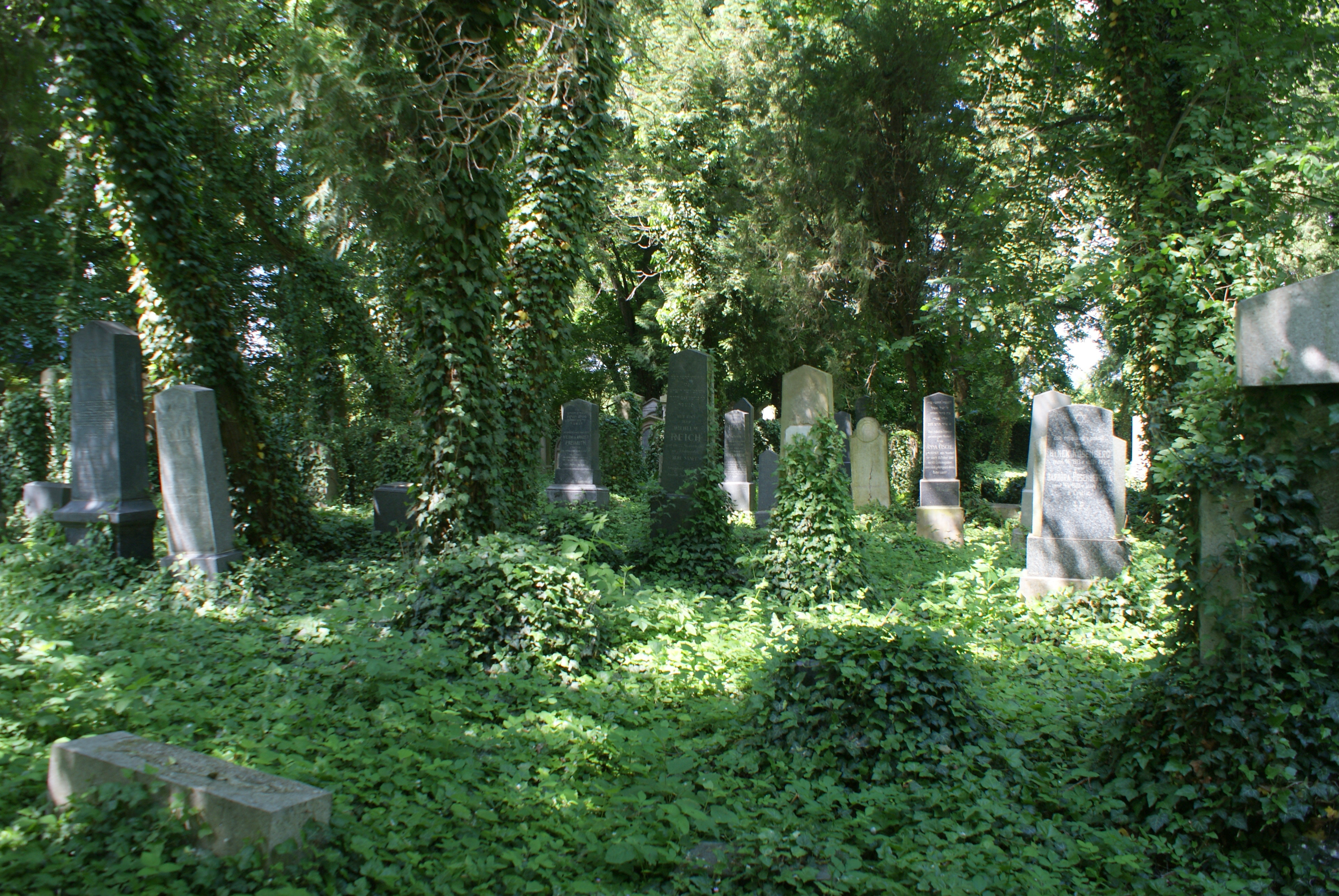
Der jüdische Friedhof in Prag-Uhříněves (2012)

Der Jüdische Friedhof Prag-Uhříněves  ist ein Friedhof am nördlichen Stadtrand von Uhříněves (deutsch Aurzimowes, auch Aurschinewes), einem Stadtteil der tschechischen Hauptstadt Prag. Auf dem 3302 m² großen jüdischen Friedhof, der wahrscheinlich im ersten Viertel des achtzehnten Jahrhunderts angelegt wurde, befinden sich etwa 300 Grabsteine.